# Graphe parapluie
Le graphe parapluie est, en théorie des graphes, un graphe possédant 7 sommets et 9 arêtes.
Le nom de graphe parapluie est employé au sein de la classification de l'ISGCI (Information System on Graph Classes and their Inclusions).

## Propriétés

### Propriétés générales
Le diamètre du graphe parapluie, l'excentricité maximale de ses sommets, est 3, son rayon, l'excentricité minimale de ses sommets, est 2 et sa maille, la longueur de son plus court cycle, est 3. Il s'agit d'un graphe 1-sommet-connexe et d'un graphe 1-arête-connexe, c'est-à-dire qu'il est connexe et que pour le rendre déconnecté il faut le priver au minimum de 1 sommet ou de 1 arête.

### Coloration
Le nombre chromatique du graphe parapluie est 3. C'est-à-dire qu'il est possible de le colorer avec 3 couleurs de telle façon que deux sommets reliés par une arête soient toujours de couleurs différentes. Ce nombre est minimal.
L'indice chromatique du graphe parapluie est 5. Il existe donc une 5-coloration des arêtes du graphe telle que deux arêtes incidentes à un même sommet soient toujours de couleurs différentes. Ce nombre est minimal.
Il est possible de compter les colorations distinctes du graphe parapluie, en fonction du nombre de couleurs autorisé. Cela donne une fonction polynomiale et le polynôme qui lui est associé est qualifié de polynôme chromatique.  Ce polynôme de degré 7 admet pour racines tous les entiers positifs ou nuls strictement inférieurs à 3. Il est égal à : {\displaystyle (x-2)^{3}(x-1)^{3}x}.

### Propriétés algébriques
Le groupe d'automorphismes du graphe parapluie est un groupe abélien d'ordre 2 : le groupe cyclique Z/2Z.
Le polynôme caractéristique  de la matrice d'adjacence  du graphe parapluie est : {\displaystyle -(x^{2}+x-1)(x^{5}-x^{4}-7x^{3}+6x+2)}.